# Кева-фагша
Кева-фагша или кева-пхагша (англ. Kewa phagsha) — традиционное бутанское блюдо, которое готовится преимущественно из запечённой говядины (свинины) и картофеля. На языке дзонг-кэ kewa означает картофель. 
Кева-фагша относится к основным блюдам, простым в приготовлении, готовится в воде. Обязательные ингридиенты — картофель и мясо. Приправляется чесноком, имбирём и перцем чили. Блюдо острое и сочетается с бутанским красным рисом. Количество добавляемого перца чили можно регулировать по вкусу, в Бутане любят, чтобы было более остро.

## Ингредиенты
Для приготовления блюда кева-фагша используются говядина, картофель, перец чили, лук, чеснок, имбирь.